# Municipio de Florida
Municipio de Florida är en kommun i Kuba.   Den ligger i provinsen Provincia de Camagüey, i den östra delen av landet, 500 km öster om huvudstaden Havanna. Antalet invånare är 73 612. Arean är 1 800 kvadratkilometer.
Terrängen i Municipio de Florida är platt.